# 1683
- Wikisource

| Calendário gregoriano                                                        | 1683 MDCLXXXIII                     |
| Ab urbe condita                                                              | 2436                                |
| Calendário arménio                                                           | 1132 – 1133                         |
| Calendário bahá'í                                                            | -161 – -160                         |
| Calendário budista                                                           | 2227                                |
| Calendário chinês                                                            | 4379 – 4380 Início a 27 de janeiro  |
| Calendário copta                                                             | 1399 – 1400                         |
| Calendário etíope                                                            | 1675 – 1676                         |
| Calendários hindus - Vikram Samvat - Calendário nacional indiano - Cáli Iuga | 1738 – 1739 1604 – 1605 4783 – 4784 |
| Calendário Holoceno                                                          | 11683                               |
| Calendário islâmico                                                          | 1094 – 1095                         |
| Calendário judaico                                                           | 5443 – 5444                         |
| Calendário persa                                                             | 1061 – 1062                         |
| Calendário rúnico                                                            | 1933                                |
| Calendário solar tailandês                                                   | 2226                                |

1683 (MDCLXXXIII, na numeração romana)  foi um ano comum do século XVII do calendário gregoriano, da Era de Cristo,  e a sua letra dominical foi C, teve 52 semanas,  início a uma sexta-feira e terminou também a uma sexta-feira.
| Ano completo                       |
| ---------------------------------- |
| Ano comum com início à sexta-feira |

## Eventos

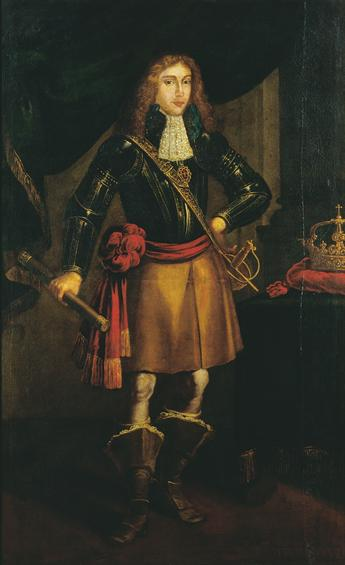
Rei, autor desconhecido

- A editora Luchtmans, antecessora da atual Brill, é fundada em Leida, Países Baixos.
- 12 de setembro — Tem lugar a Batalha de Viena com a vitória das forças cristãs sobre os otomanos, marcando o fim da expansão desses no sudoeste europeu.
- Fundação do Condado de Blecíngia, Suécia.
- Quarto ano da Guerra Tibete–Ladaque–Mogol — continua a invasão tibetana do Ladaque, que só terminaria em 1684.

## Nascimentos
- 28 de fevereiro — René-Antoine Ferchault de Réaumur,  biólogo, naturalista e físico francês  (m. 1757).
- 7 de setembro — Maria Ana de Áustria, rainha consorte de Portugal entre 1708 e 1750, esposa de João V  (m. 1754).
- 25 de setembro — Jean-Philippe Rameau, compositor francês  (m. 1764).
- 10 de novembro — Jorge II, rei da Grã-Bretanha e da Irlanda entre 1727 e a sua morte  (m. 1760).
- 19 de dezembro — Filipe V, rei da Espanha entre 1700 até à sua morte, com uma interrupção de 8 meses em 1724  (m. 1746).
- Charles Alston, botânico escocês  (m. 1760).

## Mortes
- 30 de julho — Maria Teresa da Espanha, rainha consorte de Luís XIV de França  (n. [[]]).
- 12 de setembro — Afonso VI, rei de Portugal  (n. 1643).

## Por tema
- 1683 na ciência